# 土库曼斯坦地理

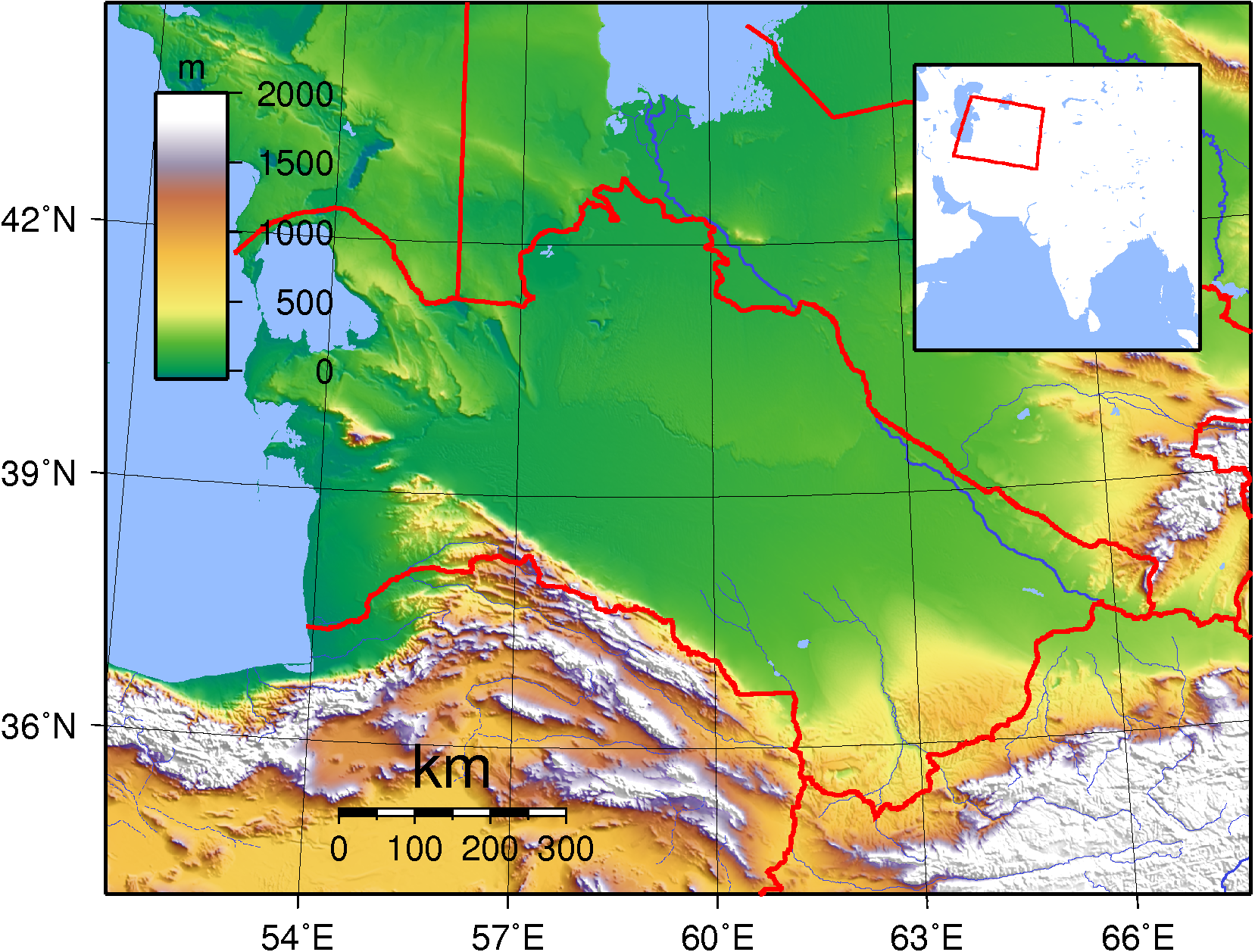
土库曼斯坦地形图

土庫曼斯坦位於伊朗以北，東南面和阿富汗接壤、東北面與烏茲別克為鄰、西北面是哈薩克，西邊毗鄰鹹水湖裏海，是一個內陸國家。面積49.12萬平方公里，是僅次於哈薩克斯坦的第二最大中亞國家；在全世界排名第52，比西班牙略小，但比加州要大。
土庫曼斯坦全境大部是低地，平原多在海拔200米以下，80%的領土被卡拉庫姆沙漠覆蓋，餘下的大多數都屬於橫跨土庫曼斯坦、烏茲別克及哈薩克的圖蘭低地的範圍。南部和西部為科佩特山脈和帕羅特米茲山脈，最高點有2912米。位於最西方的土庫曼巴爾坎山脈及位於最東方的庫吉唐套山脈（Kugitang）是其他比較重要的高地。主要河流有阿姆河、捷詹河、穆爾加布河及阿特列克河等，主要分佈在東部。於1967年建成的卡拉庫姆運河長達1400公里，橫貫東南部並灌溉面積約30萬公頃。

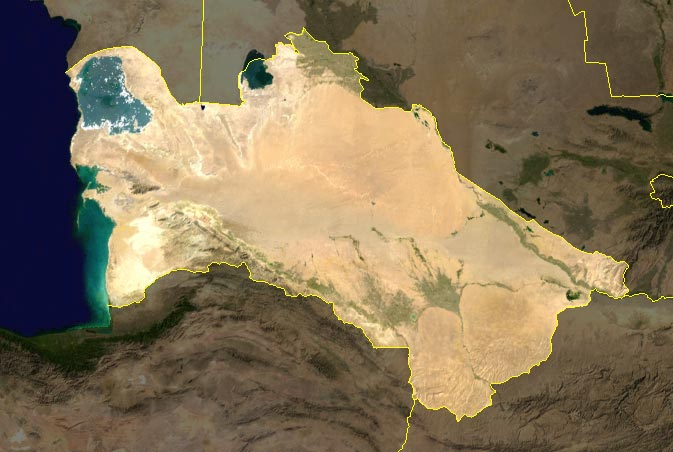
土庫曼斯坦的衛星圖

土庫曼斯坦位處於喜馬拉雅—地中海地震帶上，時常受地震威脅。首都阿什哈巴德曾經在1948年10月6日發生災難性的地震，導致多人罹難。
土庫曼斯坦位處亞洲大陸的中心處，故此屬於典型的溫帶大陸性氣候，這裡是世界上最乾旱的地區之一。年度平均溫度為14℃-16℃，日夜和冬夏的溫差很大，夏季氣溫長期高達35℃以上（在東南部的卡拉库姆沙漠曾經有50℃的極端紀錄），冬季在接近阿富汗的山區Gushgy，氣溫亦可以低見-33℃。年降水量則由西北面沙漠的80毫米，遞增至東南山區的每年240毫米，雨季主要在春季（1月至5月）。科佩特山脈是全國降雨量最高的地區。
土庫曼斯坦靠近裡海的海岸線有1768公里長，貨物經水路出口須經過俄羅斯的伏爾加河和頓河。
主要城市除了首都阿什哈巴德以外，還有臨海的城市土庫曼巴希（Turkmenbaşy，舊名克拉斯諾沃斯克 Krasnovodsk）及達沙古茲（Daşoguz）。